# حمد ابراهیم
حمد ابراهیم (انگلیسی: Hamad Ibrahim؛ زادهٔ ۱۸ ژانویهٔ ۱۹۹۴) یک بازیکن فوتبال اهل امارات متحده عربی است.